# Свети Архангели (Палеохори)
Вижте пояснителната страница за други значения на Свети Архангели.
„Свети Архангели Михаил и Гавриил“ (на гръцки: Παμμεγίστων Ταξιαρχῶν) е православна църква в село Палеохори, Халкидики, Гърция, част от Йерисовската, Светогорска и Ардамерска епархия. 

## История
Храмът е голяма гробищна църква, построена в 1899 година от майстори от костурското село Слатина. Църквата има ценни икони, дело на майстори от Галатищката художествена школа, сред които смятаните за чудотворни „Света Богородица Скоропослушница“ от XIX век и „Свети Архангел Михаил“ от XVI век. Притежава красиви стенописи и статуя на патриарх Йоаким III Константинополски в двора.